# شيفان دالي
شيفان دالي (بالإنجليزية: Siobhan Daly)‏ هي ممثلة بريطانية، ولدت في القرن العشرين.

## وصلات خارجية
- الموقع الرسمي
- شيفان دالي على موقع IMDb (الإنجليزية)